# Dongxing, Fangchenggang
Dongxing är en stad på häradsnivå som lyder under Fangchenggangs stad på prefekturnivå i den autonoma regionen Guangxi i sydligaste Kina.